# Achar (cratère)
Pour les articles homonymes, voir Achar.
Le cratère Achar est un cratère d'impact de 5,36 km de diamètre situé sur Mars dans le quadrangle de Cebrenia. Il a été nommé en référence à la ville d'Achar en Uruguay.